# Fläckig gluggmärkeslända
Fläckig gluggmärkeslända (Philotarsus parviceps) är en insektsart som beskrevs av Ulrich Roesler 1954. Fläckig gluggmärkeslända ingår i släktet Philotarsus, och familjen gluggmärkestövsländor. Arten är reproducerande i Sverige.